# 法里德·阿马鲁什
法里德·阿马鲁什（法語：Farid Amarouche，？—），法国男子田径运动员。他曾代表法国参加1988年和1992年夏季残疾人奥林匹克运动会田径比赛，其中1988年夏季残奥会获得三枚金牌和三枚银牌。